# غوستاف (مغني)
غوستاف (مواليد 5 يوليو 1980) هو مغني وكاتب أغاني بلجيكي، مثل بلجيكا في مسابقة الأغنية الأوروبية 2023.

## روابط خارجية
غوستاف على موقع IMDb (الإنجليزية)
- غوستاف على موقع ميوزك برينز (الإنجليزية)
- غوستاف على موقع ميوزك برينز (الإنجليزية)
- غوستاف على موقع ميوزك برينز (الإنجليزية)
- غوستاف على موقع أول ميوزيك (الإنجليزية)
- غوستاف على موقع ديسكوغز (الإنجليزية)
- غوستاف على موقع ديسكوغز (الإنجليزية)